# Paramorpha
Paramorpha is een geslacht van vlinders van de familie Carposinidae, uit de onderfamilie Millieriinae.

## Soorten
- P. aquilana Meyrick, 1881
- P. aulata Meyrick, 1913
- P. cylindrica Meyrick, 1922
- P. eburneola Turner, 1926
- P. glandulata Meyrick, 1922
- P. hapalopis Meyrick, 1910
- P. heptacentra Meyrick, 1931
- P. injusta Meyrick, 1913
- P. rhachias Meyrick, 1910
- P. semotheta Meyrick, 1910
- P. tenuistria Turner, 1947